# Sylvester (cantante)
Sylvester, pseudonimo di Sylvester James Jr. (Los Angeles, 6 settembre 1947 – Oakland, 16 dicembre 1988), è stato un cantautore statunitense.

## Biografia
Nacque il 6 settembre 1947 a Watts, quartiere di Los Angeles, da una famiglia della classe media. Attivo soprattutto nei generi disco e soul, Sylvester mosse i primi passi artistici nel 1970 con il gruppo The Cockettes. Omosessuale dichiarato, con la sua classica voce in falsetto diventò un nome di punta nell'era della disco music con un "poker" di brani che spopolarono in discoteca: You Make Me Feel (Mighty Real), Dance (Disco Heat), Stars e I (Who Have Nothing). Al suo fianco come coriste venne scelto il gruppo femminile Two Tons o'Fun.
Quattro anni dopo il primo successo arrivò, nel 1982, Do Ya Wanna Funk, l'ultimo prodotto da Patrick Cowley. Il singolo è tra l'altro presente nella colonna sonora del celebre film diretto da John Landis, Una poltrona per due. Con la scomparsa di Patrick Cowley, la musica di Sylvester cambiò registro pur rimanendo nel gruppo della Megatone Records fino al 1985. Si esibì sempre avendo come nome d'arte esclusivamente il suo nome di battesimo, ossia Sylvester.
Avendo contratto l'HIV, divenne negli ultimi anni un simbolo della lotta per i diritti delle persone sieropositive. Sebbene molto dimagrito e non più in grado di camminare, partecipò in sedia a rotelle alla "Castro's 1988 Gay Freedom Parade", sfilando accanto alle persone con HIV. Rilasciò interviste fino agli ultimi giorni, parlando apertamente del fatto che stava per morire e diede voce ai malati di AIDS discriminati; in una di esse affermò: «L'AIDS non è una punizione di Dio, si cerca sempre di tirare in ballo Dio».
Il cantante morì il 16 dicembre 1988. Il locale gay di Oakland che si trovava di fronte alla casa in cui Sylvester passò i suoi ultimi giorni continuò a trasmettere ininterrottamente la canzone You Make Me Feel (Mighty Real) fino alla sua morte, a testimoniare la vicinanza della comunità all'artista.

## Discografia

### Album in studio
- 1973 - Sylvester & the Hot Band (come Sylvester & the Hot band)
- 1973 - Bazaar (come Sylvester & the Hot band)
- 1977 - Sylvester
- 1978 - Step II
- 1979 - Stars
- 1980 - Sell My Soul
- 1981 - Too Hot to Sleep
- 1982 - 
All I Need
- 1983 - Call Me
- 1984 - M-1015
- 1985 - 12 by 12
- 1986 - Mutual Attraction
- 1989 - Immortal

### Live
- 1979 - Living Proof

### Singoli
- 1973 - Southern Man (come Sylvester & the Hot Band)
- 1973 - Down on Your Knees (come Sylvester & the Hot Band)
- 1977 - Down, Down, Down
- 1977 - Over and Over
- 1978 - Dance (Disco Heat)
- 1978 - You Make Me Feel (Mighty Real)
- 1979 - I (Who Have Nothing)
- 1979 - Stars
- 1979 - Can't Stop Dancing
- 1980 - You Are My Friend
- 1980 - I Need You
- 1980 - Sell My Soul
- 1981 - Here Is My Love
- 1981 - Ooh Baby Baby
- 1981 - Give It Up (Don't Make Me Wait)
- 1981 - Magic Number (con Herbie Hancock)
- 1982 - Do Ya Wanna Funk (con Patrick Cowley)
- 1982 - Don't Stop
- 1982 - Tell Me
- 1982 - Be with You
- 1982 - All I Need
- 1983 - Don't Stop
- 1983 - Tell Me
- 1983 - Hard Up
- 1983 - Band of Gold
- 1983 - Too Late
- 1983 - One Night Only
- 1983 - Trouble in Paradise
- 1984 - Stargazing (con Earlene Bentley)
- 1984 - Good Feeling
- 1984 - Call Me
- 1984 - Menergy
- 1984 - Rock the Box
- 1985 - Take Me to Heaven
- 1985 - Sex
- 1985 - Takin Love into My Own hand
- 1985 - Lovin Is Really My Game
- 1986 - Living for the City
- 1986 - Someone Like You
- 1987 - Mutual Attraction
- 1987 - Sooner or Later

### Partecipazioni
- 1972 - Lights Out San Francisco